# Virginia Toy
Virginia Toy (1979) es una geóloga neozelandesa que estudia la falla y los terremotos en Nueva Zelanda, Japón y Ecuador. Es una de las líderes del proyecto de perforación de fallas profundas de la falla Alpina de Nueva Zelanda, y fue una investigadora científica del proyecto de perforación rápida de zanjas de Japón.

## Biografía

### Primeros años y educación
Toy creció en North Shore de Auckland y obtuvo su bachillerato y después maestría en Ciencias con honores en Geología de la Universidad de Auckland. Luego obtuvo una maestría en Filosofía en Ciencias de la Tierra de la Universidad Nacional Australiana y un doctorado en Geología de la Universidad de Otago en 2008. Su doctorado fue en Geología Microestructural de la falla Alpina de Nueva Zelanda.

## Trayectoria e impacto
En 2016, Toy fue galardonada con una beca Rutherford Discovery por la Royal Society Te Apārangi por su investigación titulada Weaving the Earth’s Weak Seams: Manifestations and mechanical consequences of rock fabric evolution in active faults and shear zones.
En 2017, copublicó en la revista científica Nature que había descubierto una actividad hidrotermal «extrema» debajo de Whataroa, un pequeño municipio en la falla Alpina, que «podría ser comercialmente muy importante» y posiblemente mundialmente único.
Toy también trabajó en la estabilidad de los edificios durante los terremotos en Ecor, utilizando modelos de computadora para determinar la relación entre el tipo de roca y los daños en los edificios. Fue empleada numerosas veces por los medios de comunicación de Nueva Zelanda como experta en geología, en el terremoto de Kaikoura, riesgo de tsunami, prediciendo el próximo terremoto en la falla Alpina. También ha sido utilizada como comentarista de ciencia popular en el libro Terrain: Travels Through a Deep Landscape y en el programa de televisión Beneath New Zealand.